# 阿山行政サービス巡回車
阿山行政サービス巡回車（あやまぎょうせいサービスじゅんかいしゃ）は、三重県伊賀市阿山地区を運行するコミュニティバス。

## 概要
かつては三重交通が旧阿山町方面へ運行していた路線の廃止代替バスとして運行し、阿山支所を基準点として運行する。なお、一部区間内（後述）ではフリー乗降をすることができる。

## 運賃
- 大人200円、小児（小学生）100円。

※全区間共通。未就学児（幼児・乳児）は無料、障がい者は半額。

## 路線
土曜・日曜・祝日と年末年始（12月29日 - 翌年1月3日）は各路線の全便が運休する。

### 玉滝鞆田線
- 阿山支所 - 槙山新田上 - 真木山神社前 - 西光寺前 - 谷川 - 玉滝小学校前 - 玉瀧寺前 - 玉滝地区市民センター - 玉滝神社前 - 西湯舟公民館 - 手力神社前 - 阿山支所 - JR新堂駅南口 - マックスバリュ佐那具店 - 円徳院新田 - 阿山支所

※フリー乗降区間：［槙山新田上 - 玉滝地区市民センター - 阿山支所］

### 丸柱河合線
- 阿山支所 - 県窯業試験場 - 諏訪神社前 - 石川新田 - 湯舟コミュニティーセンター前 - モクモクファーム前 - 湯舟橋 - ともだ保育所前 - 鞆田 - 薬師寺前 - 阿山支所 - 円徳院新田 - JR新堂駅南口 - マックスバリュ佐那具店 - 阿山支所

※フリー乗降区間：［阿山支所 - 県窯業試験場 - 諏訪神社前］と［湯舟コミュニティセンター前 - 鞆田 - 阿山支所］

## 車両
- トヨタ・ハイエース[3]